# 公害対策
公害対策（こうがいたいさく）とは、旧公害対策基本法で規定された典型七公害（大気汚染、水質汚濁、土壌汚染、騒音、振動、悪臭、地盤沈下）などの公害の防止や、環境の監視に取り組むこと。

## 概要
日本は四大公害病を経験しており、公害対策は一定のレベルを満たしているが、西欧諸国他先進国に比してやや劣る。また、底質汚染をうけ、農用地の土壌の汚染防止等に関する法律から公害対策基本法に「土壌汚染」を追加し、土壌浄化に取り組んだ。
環境法令一覧にあるとおり、日本には現在環境基本法がある。
以前は、1967年に公布され1970年の公害国会において成立した公害対策基本法や悪臭防止法、大気浄化法などで環境基準の設定が定められ公害対策を、自然環境保全法で自然環境対策を行っていたが、環境基本法の施行により、公害対策基本法は廃止されている。
公害対策関連法をきっかけに、全国の地方公共団体で公害防止条例が制定され、環境基本条例へとつながった。

## 日本政府の取り組み
田子の浦港ヘドロ公害や、鳥屋野潟や洞海湾などの各地水辺の水質汚濁が発生、馬瀬川第二ダムなどでは計画発表年の1966年には飛騨川公害対策協議会が設置されていた。
四日市コンビナートによる四日市ぜんそくなどでは、プラント設備など公害対策がとられたので富田地区など、害が発生しない地区もあったが、「四日市市公害病認定制度」の発足により「公害対策委員会」が設置された。
これらの動きを受けて高度経済成長時代も後半は、政策の見直しを迫られた政府は、1966年に公害対策推進連絡会議を設置。自動車の排気ガス規制を表明。
1967年には公害対策基本法が、翌1968年には大気汚染防止法が、施行された。国の制度の整備に先駆けて地方自治体が行っていた公害対策に効果的な役割を果たすこととなった。
1970年、内閣に公害対策本部を設置。
1970年11月、第64回国会（通称：公害国会）で関係閣僚からなる公害対策閣僚会議を設置し、公害対策の基本的な問題についての検討が行われた。
1971年7月1日 - 公害対策本部を発展する形で環境庁（現：環境省）が発足。下部組織の公害対策会議は1964年の閣議決定によって公害対策推進連絡会議を設置したものであり、特別の機関である。環境庁は中央公害対策審議会も発足させ、生活審議会での議論を引き継いだ。
中央公害対策審議会は1973年12月、「航空機騒音に係る環境基準の設定」を審議。「加重等価平均感覚騒音レベルの制定」や「防衛施設周辺の生活環境の整備等に関する法律」などが制定されていく。西淀川公害訴訟の際に、大阪弁護士会公害対策委員会が｢大気汚染―大阪西淀川における実態調査」を実施する。

## 日本の地方公共団体・日本国外
東京都庁の陣容は、環境政策部、都市地球環境部、環境改善部、自動車公害対策部、自然環境部、廃棄物対策部などがある。
千葉県では、日米安保改正阻止千葉県民会議とともに千葉県公害対策協議会規則制定している。
タイでは、環境保全推進局ではさらに科学技術・環境省の下に環境政策計画事務局、公害対策局、環境保全推進局の3局を新設した。

## 煙害と自動車
大気汚染の主なものに煙害があるが、環境庁新設の際、煤煙を含む公害対策にさらに深く取り組むようになっている。現在では、公害罪法ともいわれている人の健康に係る公害犯罪の処罰に関する法律といった公害対策法令も制定されて対策がなされている。
環境確保条例に定める自動車公害対策などにアイドリングストップなどが盛り込まれ、全国軽自動車協会連合会の活動も軽自動車の普及促進と安全公害対策などを盛り込んでいる。
東京都環境局では自動車公害対策部がある。また、大気を汚染する自動車を製造する企業の取り組みとして、自動車排出ガス規制に対応した、トヨタ自動車のTTCや日産自動車のNAPSなどがある。
マツダ・ファミリアやマツダ・コスモなどのAPとはAnti-pollution（アンチポリューション：公害対策）の頭文字で、プロトタイプレーシングカーで日産・R382の翌日、日産自動車は公害対策に集中するため、70年日本グランプリの欠場を発表している。
スバル・レックスの場合公害対策のため、エンジンをEK33型2ストロークエンジンからEK21型にしている。
ホンダ・145などでは無鉛ガソリンが使用可能となり、水冷化が後の公害対策も視野に入れてのものであったことが窺える。
カワサキ・Z1など、ダブルディスク化（欧州仕様のみ）、点火系の変更、公害対策による吸排気変更やスバル・ff-1 1300Gなど安全・公害対策装備の充実が図られた。
阪急バスは1993年からは、低公害対策車に対して、白地をベースに従来の塗色を一部に配している。
フォード・ファルコンは、新しい公害対策基準「ADR27A」を初めてクリアして1976年に登場。
フィアット・131など、アメリカ向け輸出車には公害対策によって大幅にパワーダウンしたDOHCである。
デ・トマソ・マングスタは標準が289cubic inch(4728cc)305馬力であったが、米国向けは公害対策による性能低下を補うため302cu-in(4949cc)が搭載された。
トライアンフ・ドロマイトは、日本でも厳しくなりつつあった公害対策・安全基準に対応した日本向け仕様車を少量生産、トライアンフ・スピットファイアは公害対策等の理由で性能が徐々に低下、安全対策や装備充実による重量増加と公害対策による特に対米仕様車のエンジン出力低下がもたらされた。

## 日本における個別例
大阪市立大和田小学校も1969年には大阪府・大阪市の両教育委員会より公害対策校に指定され、1970年には校舎に空気清浄機が設置されている。
神戸市立湊川中学校では騒音公害対策工事完了･本館除湿機設置され、神戸市立須磨高等学校は1977年まで公害対策工事を実施、本館各教室にエアコンが、堺市立錦西小学校では1971年に公害対策として空気清浄機が設置されていく。
大阪府道・京都府道14号大阪高槻京都線など、公害対策のため高い遮音壁が設置され、住友金属工業和歌山製鉄所では埋め立てを制限されている場所だが製鉄所の公害対策等の理由で例外的に埋め立てられた。
松尾鉱山のように、公害対策による回収硫黄の普及で経営難に陥り倒産しているものもある。
住友林業は、元々は別子銅山の公害対策の植林事業から派生して創業した企業である。
大阪市立出来島小学校や大阪市立淀中学校などは、大阪市教育委員会から公害対策研究の指定を受けている。
富士サファリパークは建設計画の一部変更が行われている。
倉敷市水島緑地福田公園は、公害対策基本法に基づき、工業地帯と住居地域を分断する緩衝地帯である。
建設機械では公共工事で使用されるものは、現在公害対策設備が設置されている。